# Citrus polytrifolia
Citrus polytrifolia là một loài thực vật có hoa trong họ Cửu lý hương. Loài này được Govaerts mô tả khoa học đầu tiên năm 1999.